# Замовлення (фільм, 2005)
«Замовлення» (рос. Заказ) — російський художній фільм 2005 року.

## Сюжет
Ганна любила свого чоловіка, але він пішов від неї. Почалася депресія, і молода жінка стала думати про самогубство. Одного разу вона стає свідком нещасного випадку. Новий знайомий Олег заспокоює її, але їй здається, що він має якесь відношення до цієї події. Припущення переростає в упевненість, коли Анна знову стає свідком убивства, і знову поруч опиняться Олег. Думаючи про те, що він — кілер, Ганна вистежує його, приходить до нього додому і замовляє власне вбивство.

## У ролях
- Наталія Вдовіна — Ганна
- Олександр Балуєв — Олег
- Лариса Гузєєва — Галя, подруга Ганни
- Володимир Стержаков — Натан друг Олега, психіатр
- Олександр Яковлєв — Ігор
- Олег Царьов (Харитонов) — Саша, чоловік Ганни
- Ганна Носатова — Лена
- Леонід Анисимов — епізод
- Галина Кобзар-Слободюк — Ярофєєва
- Вікторія Александрова — епізод
- Андрій Добротворський — епізод
- Олександр Носовський — епізод
- Геннадій Шрамко — епізод
- Всеволод Кабанов — епізод
- Наталія Кравченко — епізод
- Карина Шрагіна — епізод
- Павло Шмарьов — епізод
- Юлія Скарга — епізод
- Ігор Березнюк — епізод
- Аліса Богарт — епізод
- Валерій Крупенін — епізод

## Цікаві факти
Зйомки деяких сцен фільму відбувалися у Одесі, у тому числі у квартирі будинку на Катеринінській пл., 8 (квартира Олега).